# Z/OS
z/OS är ett 64-bitars operativsystem från IBM för stordatorer, System z.
z/OS kan förenklat beskrivas som två operativsystem i ett. Det består dels av MVS, den del av operativsystemet som upprätthåller kompatibiliteten för applikationer skrivna för detta operativsystem, dels av UNIX System Services (USS), ett UNIX som uppfyller POSIX-standarden. De två operativsystemdelarna har blivit tämligen hårt integrerade med varandra och administrationen av operativsystemet z/OS kräver kompetens i både MVS och USS.
z/OS är uppföljaren till OS/390 som i sin tur var uppföljaren till MVS som föregicks av OS/360. Den största förändringen mellan OS/390 och z/OS var övergången från 31-bitars adressering till 64-bitars. (Övergången från den klassiska 24-bits adresseringen i OS och MVS till 31-bits kom med MVS XA (Extended Architecture).
Nuvarande version är 3.1 som släpptes 29 september 2023.

## Specifikation
- Stöder upp till 54 CPUer per system image. (V1.9)
- REXX inbyggt
- zFS, z/OS UNIX File System
- Stöder upp till 4 TB RAM per system image. (V1.8)
- Stöd för AES för IPSec
- Stöd för X.509-certifikat med RSA SHA-256-signaturer för SSL och TLS (V1.8)
- Stöd för Unicode
- Stöd för logiska partitioner
- JES3 NJE-kommunikation över TCP/IP
- Stöd för virtuellt privat nätverk (VPN)
- Stöd för flera CAs på samma system image.
- Stöd för Simple Certificate Enrollment Protocol
- Stöd för inloggning med Smart Cards från Windowsmaskiner som använder Active Directory
- Stöd för 3270 över SNA och TCP/IP (TN3270).
- Stöd för IPv4 och IPv6
- Stöd för SNMP
- Stöd för X Window System (X11R6.6) och Motif
- Stöd för Windows XP-, Windows Terminal Server- och Samba-klienter i Distributed File Service
- Stöd för Server Time Protocol
- Stöd för LDAP via IBM Tivoli Directory Server
- Stöd för ISO/IEC-standard 9899:1999
- Stöd för NFS Version 2,3 och 4 i både IPv4 och IPv6, även med DHCP
- Stöd för 64-bitarsadressering i UNIX-subsystemet
- IBM HTTP Server
- Stöd för X/Open UNIX 95 (XPG4.2)